# Golfech
Golfech is een gemeente in het Franse departement Tarn-et-Garonne (regio Occitanie) en telt 710 inwoners (1999). De plaats maakt deel uit van het arrondissement Castelsarrasin. De Kerncentrale Golfech ligt nabij de plaats aan de Garonne.

## Geografie
De oppervlakte van Golfech bedraagt 9,7 km², de bevolkingsdichtheid is 73,2 inwoners per km².

## Verkeer en vervoer
In de gemeente ligt spoorwegstation Golfech.
De onderstaande kaart toont de ligging van Golfech met de belangrijkste infrastructuur en aangrenzende gemeenten.

## Demografie
Onderstaande figuur toont het verloop van het inwonertal (bron: INSEE-tellingen).